# Liste des vicomtes de Lomagne et d'Auvillars
La liste des vicomtes de Lomagne et d'Auvillars répertorie les noms des titulaires héréditaires de la vicomté de Lomagne, du Xe au XIVe siècle : 

## Maison de Lomagne
- Donat Sanche, fils de Sanche Garcie, duc de Vasconie
- Odon Daton, cité en 993
- Arnaud Ier, cité en 1011
- Arnaud II, vicomte de Lomagne et d'Auvillars, fils du précédent, décédé vers 1059, marié à Adelaïs, veuve de Géraud Ier, comte d'Armagnac
- Odon II, fils du précédent, cité en 1062 et 1082
- Odon III, fils du précédent
- Vezian Ier, fils du précédent, cité en 1103
- Saxet, époux de Sibille, cité vers 1135
- Odon IV, fils du précédent   ?, cité en 1160 et 1178
- Vezian II, fils du précédent, cité en 1204 et 1221
- Odon V, fils du précédent, cité en 1238
- Arnaud Odon, mort entre 1264 et 1267, comte d'Armagnac de 1245 à 1256, marié à Mascarose Ier, comtesse d'Armagnac (d'où Mascarose II), puis à Escaronne de Lomagne (d'où Vezian III), puis à Marie d'Anduze (d'où Philippa)
- 1267-1280 : Vezian III (mort en 1280), fils du précédent peut-être marié à Assaride d'Albret, fille d'Amanieu VI d'Albret et de Mathe de Bordeaux.
- 1280-1286 : Philippa (morte entre 1286 et1294), sœur du précédent, mariée à Hélie VII, comte de Périgord. En 1286, elle cède la Lomagne à son mari.

## Maison de Périgord
- 1286-1301 : Hélie VII, comte de Périgord. En 1301, il cède la Lomagne à Philippe IV le Bel, roi de France, qui le confie à son second fils.

## Maison capétienne
- 1301-1305 : Philippe, qui sera roi de France sous le nom de Philippe V de 1316 à 1322. En 1305, il renonce à la Lomagne et Philippe le Bel en inféode Arnaud Garsie de Goth

## Maison de Goth
- 1305-1312 : Arnaud Garsie de Goth, frère du pape Clément V
- 1312-1324 : Bertrand de Goth, fils du précédent
- 1324-1325 : Régine de Goth, fille du précédent et Jean Ier, comte d'Armagnac

À partir de cette date et jusqu'en 1481, les comtes d'Armagnac sont également vicomtes de Lomagne et d'Auvillars.